# Gustaf Rydberg
Gustaf Rydberg (født 13. september 1835 i Malmø ; død 11. oktober 1933) var en svensk landskabsmaler.
Rydberg var elev hos den danske landskabsmaler Frederik Christian Kiærskou, da han studerede på Kunstakademiet i København mellem 1852 og 1855. Han fortsatte på Kunstakademiet i Stockholm i 1857 og tog som mange andre svenskere til Düsseldorf (Düsseldorfskolen) i 1859 hvor han opholdt sig i fem år med den norske maler Hans Fredrik Gude som vejleder. Hver sommer besøgte han Skåne, hvis landskab havde stor indflydelse på hans kunst.
Efter hjemkomsten fra Düsseldorf blev Rydberg 1866 agréved Konstakademien i Stockholm, hvor han havde sin første udstilling samme år.
| - Gustav Rydberg - Foto af midaldrende Rydberg - Buste i Kungsparken, Malmö, 1934 - Ved staffeliet i Skanør, før 1920. I baggrunden "Borgmästaregården" - Rydberg, 1925 eller tidligere |

1868 ledsagede Rydberg Karl XV til Norge og året efter foretog han en anden studietur dér på kongens regning. 1871 blev han medlem af Konstakademien.
1873 foretog han en ny rejse til Düsseldorf, hvor han opholdt sig i omkring et år. Senere besøgte han Paris, Belgien og Holland, og 1897 flyttede han permanent til Skåne.
I forbindelse med Rydbergs 85-års fødselsdag i 1920 organiserede Konstakademin i Stockholm en stor jubilæumsudstilling, hvor omkring 260 værker blev udstillet.
Rydbergs tidlige værker var romantiske på samme måde som hos Düsseldorfskolen, men omkring 1870 blev han en af Sveriges første friluftsmalere. Rydberg malede især Skånes natur.
| - Skånske landskaber af Gustav Rydberg - Skånsk sommerlandskab, ukendt dato - Forår i Skåne, 1868 - Lade ved Kronetorp, Skåne, 1870 (på Nationalmuseum) - Motiv fra Stehag i Eslövs kommun, Skåne 1870 - Skånsk landskab, 1890 - Skånsk landskab med bondegård og byvej, 1903 Skånskt landskap med bondgård och byväg - Skånsk slette med pilehegn, 1923. Motiv fra Viby, Kristianstads kommun |

Hans små landskaber har en lokal karakter over det skånske lavland. Han kunne lide at vælge maleriske motiver med gårde og gamle møller, men lige så ofte enkel udsigt over sletter og søer. Den detaljerede undersøgelse er meget omhyggelig, hvor hans landskaber både kan være præget af realisme, mens penselarbejdet er sikkert, og landskabet har en lyrisk kvalitet.
Rydberg forblev i dette relativt snævre valg af motiver og var upåvirket af de nye stilstrømme af nationalromantik, der var fremherskende ved århundredskiftet 1900. Der er forsøgt at forbinde Rydbergs modne stil med værker af Corot og franske plein-air-malere, men forbindelsen skal ses som indirekte, da den fandt sted gennem med den samtidige landskabsmaler Alfred Wahlberg som formidler.
Gustaf Rydberg er repræsenteret på Göteborgs konstmuseum, Norrköpings konstmuseum, Malmö museum og på Nationalmuseum.